# Radio Bulgarien
Radio Bulgarien (bulgarisch Радио България), früher Radio Sofia, ist der Auslandsdienst des staatlichen Bulgarischen Rundfunks mit Sitz in Sofia.

## Geschichte
Als Nachfolger des 1930 gegründeten Radio Rodno sendete Radio Sofia erstmals am 16. Februar 1936. Zunächst wurde auf Esperanto gesendet. Kurzwellensendungen des Bulgarischen Rundfunks in weiteren Fremdsprachen wurden zum 1. Mai 1937 aufgenommen. Zielgebiete waren Europa, Nordafrika und Nordamerika. Regelmäßig fünf Mal in der Woche wurden Programme auf Französisch, Deutsch, Englisch und Italienisch ausgestrahlt. Hinzu kamen Sendungen auf Albanisch, Griechisch, Russisch, Serbisch, Spanisch und Türkisch. 1938 wurde eine neue Form geschaffen, die sich „Sondersendungen für bestimmte europäische Länder“ nannte. Diese wurden über die Landes- und Wirtschaftsvertretungen Bulgariens im Ausland sowie mit Hilfe ausländischer Rundfunkstationen und Zeitungen beworben.
Nach dem Regimewechsel in Bulgarien am 9. September 1944 wurden die Sendungen in bulgarischer Sprache für das Ausland eingestellt. Erst Ende der 50er Jahre wurde der Auslandsrundfunk neu belebt. Während der kommunistischen Herrschaft wurden bis 1989 in zahlreichen Fremdsprachen tägliche Programme über Kurzwelle für das Ausland produziert, in denen die Sichtweise der Regierung propagiert wurde. Deutschsprachige Sendungen wurden in den 1970er und 1980er Jahren täglich zum Beispiel auf der Frequenz 6.070 kHz gesendet. Als Hörerbindungsmaßnahme existierte ein DX-Club, in den man aufgenommen wurde, wenn man mindestens fünf Empfangsberichte in einem bestimmten Zeitraum zugesendet hatte. Als Dankeschön für die Hörerschaft wurden zudem Radio-Wimpel verschickt.
Die Staatsnähe des Rundfunks über 55 Jahre stellte ein Hindernis für die Transformation zu einem demokratischen Rundfunksystem nach 1989 dar und erschwerte das Überwinden der herrschenden politischen Kultur. Die Überzeugung blieb prägend, dass der Rundfunk den Interessen der regierenden Mehrheit, wenn auch demokratisch legitimiert, zu dienen hatte. Es mangelte der Politik am Willen, einen unabhängigen, staatsfernen öffentlichen Rundfunk zu schaffen, da die Machtbestrebungen der regierenden Parteien und die leitende politische Kultur dem entgegenstanden.
Seit dem 17. Mai 2004 betreibt Radio Bulgarien ein eigenes Internetangebot und streamt seine Programme ins Netz. Zum 1. Februar 2012 stellte der Sender seine Ausstrahlungen auf Kurzwelle zugunsten einer Verbreitung über das Internet ein.
Die vorübergehend letzte Audiosendung des Auslandsdienstes lief am 31. Mai 2017 im Internet, auch die deutschsprachige Internetseite sollte abgeschaltet werden.
Seit dem 20. Juli 2021 gibt es wieder Audiosendungen in deutscher Sprache. 2024 sendet „Radio Bulgarien“ sein Auslandsprogramm in elf Sprachen: Albanisch, Englisch, Französisch, Deutsch, Griechisch, Russisch, Serbisch, Spanisch, Rumänisch, Türkisch und Bulgarisch.